# Trafigura
Grupo Trafigura Pte. Ltd es una empresa multinacional de comercialización de productos básicos constituida en Singapur fundada en 1993 que comercia con metales básicos y energía. Es el comerciante de metales privado más grande del mundo y el segundo comerciante de petróleo más grande habiendo construido o comprado participaciones en oleoductos, minas, fundiciones, puertos y terminales de almacenamiento. La empresa opera a través de una red compleja de más de 100 filiales en todo el mundo, con oficinas operativas principales en Ginebra y Singapur.
Trafigura fue formada por Claude Dauphin y Eric de Turckheim en 1993, pero rápidamente se separó de un grupo de empresas dirigidas por Marc Rich. Trafigura ha sido nombrada o involucrada en varios escándalos, particularmente el vertedero de desechos tóxicos de Costa de Marfil de 2006, que dejó hasta 100.000 personas con erupciones en la piel, dolores de cabeza y problemas respiratorios. La compañía también estuvo involucrada en el escándalo de petróleo por alimentos en Irak.

## Historia
Trafigura Beheer BV fue establecida como un grupo privado de empresas en 1993 por seis socios fundadores: Claude Dauphin, Eric de Turckheim, Graham Sharp, Antonio Cometti, Daniel Posen y Mark Crandall. Centrada inicialmente en tres mercados regionales: América del Sur (petróleo y minerales), Europa del Este (metales) y África (petróleo), Trafigura se ha diversificado y expandido globalmente desde entonces.
En noviembre de 2013, se anunció que el par Tory y exlíder de la Cámara de los Lores, Baron Strathclyde, Thomas Galbraith se uniría a Trafigura como director no ejecutivo. Anteriormente se había retirado de la junta del brazo de fondos de cobertura del grupo luego de la controversia de 2009 sobre el incidente de Côte d'Ivoire. El presidente ejecutivo Claude Dauphin y el último fundador restante en un puesto ejecutivo poseía menos del 20 por ciento del capital social del grupo a su muerte en septiembre de 2015, mientras que más de 700 gerentes senior controlan el resto..

## Actividades
Trafigura es uno de los comerciantes independientes de petróleo y metales más grandes del mundo. Su facturación pasó de 9 mil millones de dólares en 2001 a 51 mil millones en 2007, luego 120 mil millones en 2012 (según Forbes). La compañía ocupa el tercer lugar en el mundo entre las empresas independientes en el sector de comercio de petróleo. La empresa tiene 51 oficinas en 36 países.
El centro operativo de Trafigura está en Ginebra, la dirección fiscal está en Ámsterdam, la oficina central en Lucerna, Suiza.
Trafigura tiene su sede administrativa en Amstelveen, un suburbio de Ámsterdam. Es solo por razones de optimización fiscal que la empresa matriz ha estado registrada en los Países Bajos desde su establecimiento en 1993. Sus principales accionistas son empresas con sede en Jersey, Malta y las Antillas Holandesas.

## Estructura corporativa
Algunas de las principales unidades internacionales de Trafigura incluyen:
- Trafigura Beheer BV, con sede en los Países Bajos. En 1999 se convirtió en la primera empresa en obtener un contrato para vender el petróleo de Sudán a nivel internacional.
- Impala Group of Companies, que opera los activos e inversiones de almacenamiento y distribución de petróleo del grupo en todo el mundo, ha sido una subsidiaria de propiedad total desde 2001.
- Puma Energy, que opera en más de 20 países, principalmente en Centroamérica y África, y abastece a una red de poco más de 600 estaciones de servicio. El 7 de mayo de 2012, Puma firmó un acuerdo para comprar la participación de los principales accionistas de KenolKobil, la mayor empresa independiente de comercialización de petróleo en África oriental y central, que podría agregar 400 estaciones a su red. Sin embargo, Puma Energy luego canceló su oferta para adquirir el comercializador de petróleo.[7][8]
- EMINCAR, con sede en La Habana hasta 2010. Dedicada a la consultoría y administración logística de minerales.
- Galena Asset Management, con sede en Suiza, es la subsidiaria a través de la cual Trafigura ha establecido y administra un negocio de administración de fondos. Lord Strathclyde, el líder del Partido Conservador en la Cámara de los Lores, es un director no ejecutivo de la junta.